# Tunavallen
Il Tunavallen è uno stadio calcistico situato a Eskilstuna, in Svezia. Vi disputano le proprie partite interne l'AFC Eskilstuna (trasferitosi in città nel 2017), l'IFK Eskilstuna e l'Eskilstuna United di calcio femminile.

## Storia
L'impianto, nella sua prima e originale forma, aprì nel 1924. All'epoca la capacità era di circa 22 000 posti, di cui solo 874 a sedere sotto a una copertura.
Il vecchio Tunavallen fu uno dei dodici stadi designati per ospitare la Coppa del Mondo 1958. Qui si disputò la sfida della fase a gironi tra Paraguay e Jugoslavia, terminata 3-3.
Nel 1963 fu toccato l'attuale record di pubblico, con 22 491 spettatori che assistettero a IFK Eskilstuna-GAIS (0-0). La partita era valida per un girone da quattro squadre che metteva in palio due promozioni al successivo campionato di Allsvenskan. Allo stato attuale, l'Allsvenskan 1964 risulta l'ultima stagione disputata dall'IFK Eskilstuna nella massima serie svedese.
Nel mese di agosto 2002 terminò una serie di lavori di ristrutturazione che rimodellò il Tunavallen sullo stesso sito.
A partire dal 2008 il terreno di gioco è in erba artificiale. Nel 2014 l'Eskilstuna United giocò la sua prima stagione in Damallsvenskan, la massima serie femminile.
Nel 2017 l'impianto torna a ospitare partite dell'Allsvenskan maschile grazie allo spostamento della squadra dell'AFC United da Solna a Eskilstuna, con l'appoggio del locale club dell'Eskilstuna City.